# Blaugrüner Steinbrech
Der Blaugrüne Steinbrech (Saxifraga  caesia) ist eine Pflanzenart der Gattung Steinbrech (Saxifraga) in der Familie der Steinbrechgewächse (Saxifragaceae). Er wird auch als Hechtblauer Steinbrech bezeichnet.

## Beschreibung

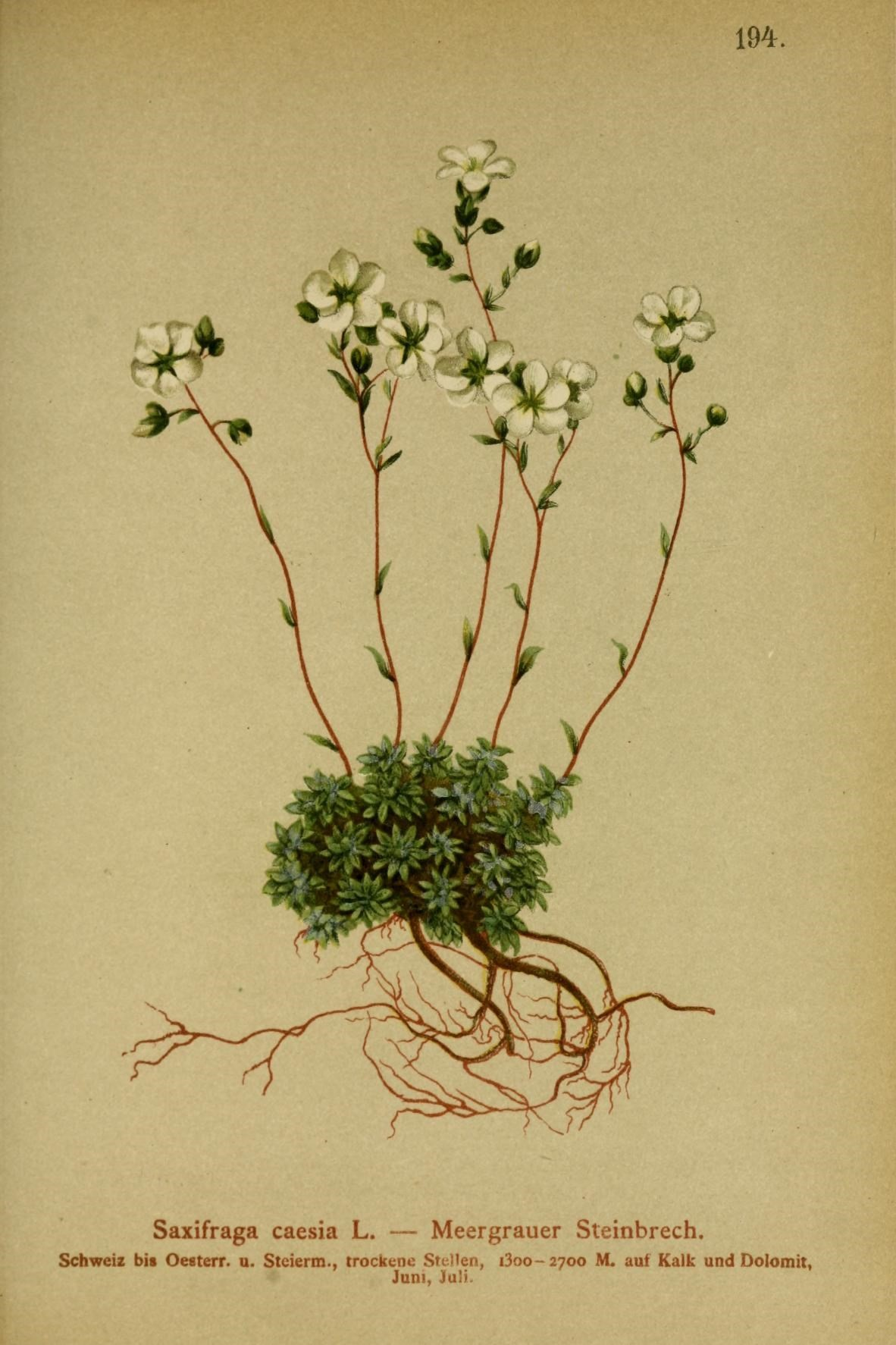
Illustration aus Atlas der Alpenflora

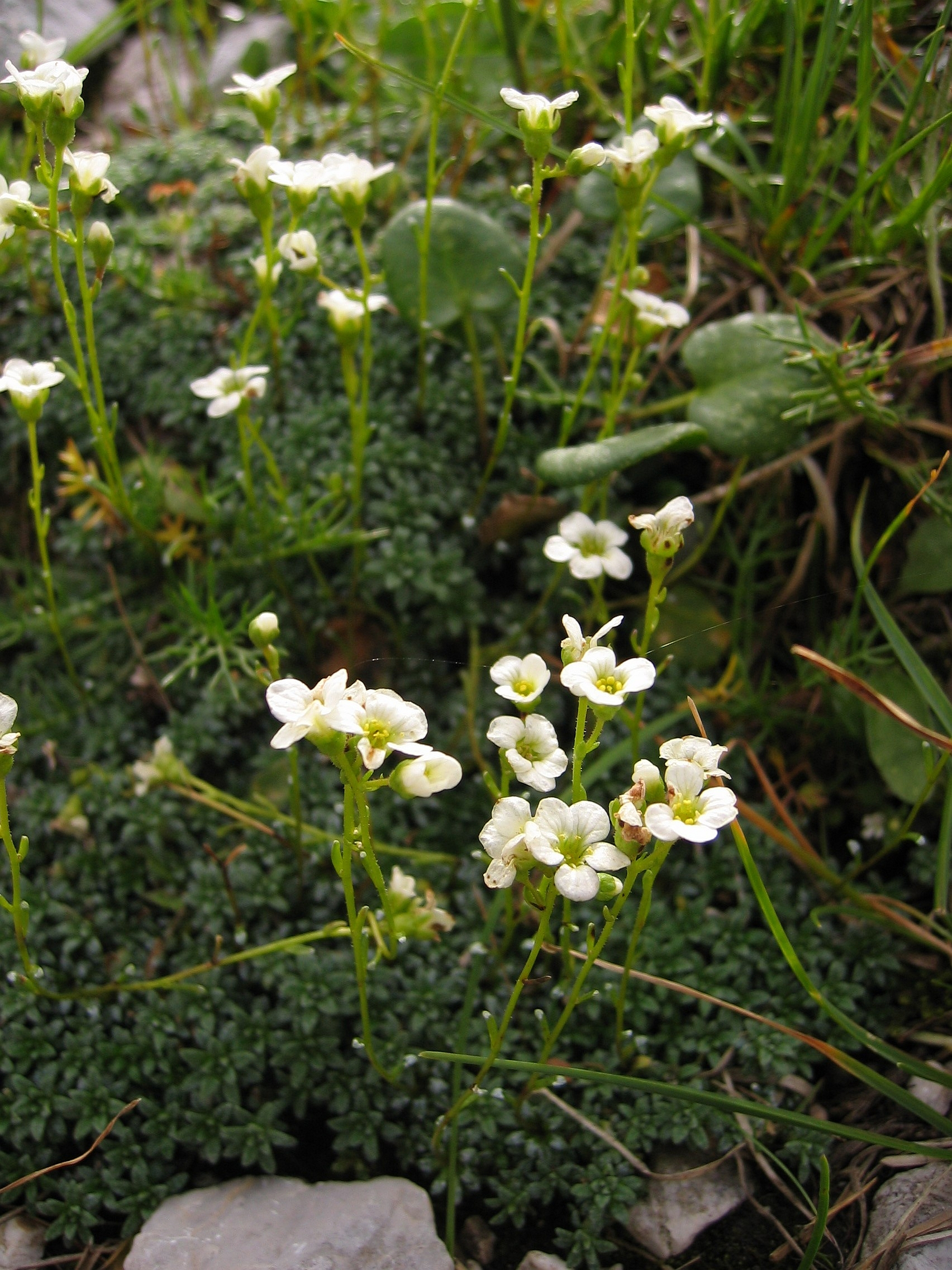
Habitus und Blütenstände

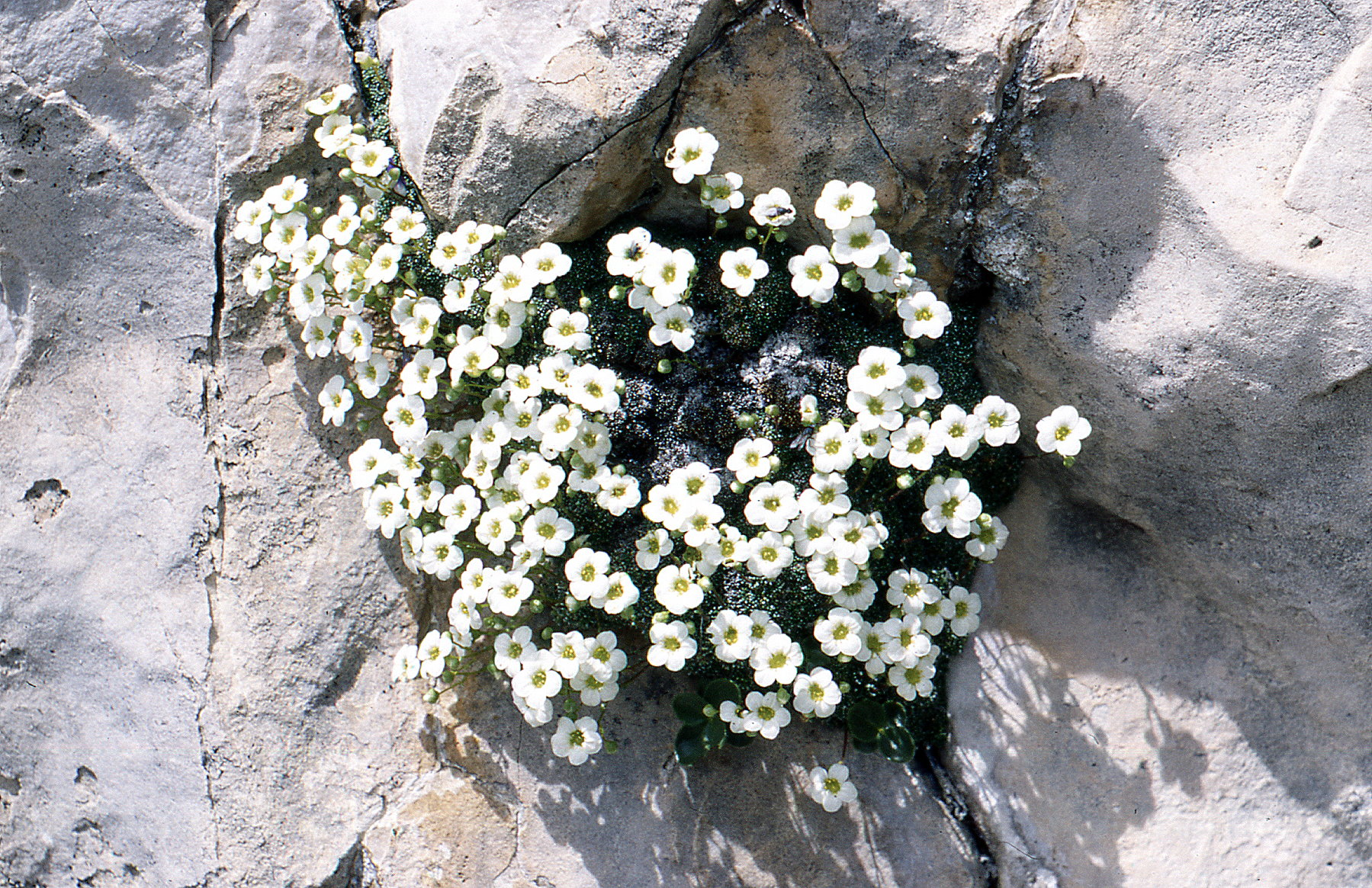
Habitus und Blüten

### Vegetative Merkmale
Der Blaugrüne Steinbrech wächst als ausdauernde, krautige Pflanze, die Wuchshöhen von 3 bis 10 Zentimetern erreicht und lockere, flache, wenig harte Polster bildet.
Die Laubblätter stehen in grundständigen Rosetten zusammen. Die blaugrüne Blattspreite ist bei einer Länge von 2 bis 5 Millimetern sowie einer Breite von 0,7 bis 1,5 Millimetern spatelig und vom Grund an zurückgebogen sowie stark nach außen (unten) gebogen. Die Laubblätter sind dicklich mit stumpfem oberen Ende. Die Laubblätter besitzen fünf bis sieben Kalk ausscheidende Grübchen und sind daher oft mit einer hellgrauen Kalkschicht überzogen.

### Generative Merkmale
Die Blütezeit reicht von Juli bis September. Die aufrechten Blütenstandsschäfte sind 2 bis 15 Zentimeter hoch. Sie tragen 3 bis 6 Blätter, die kahl sind oder am Rand, seltener auf der Fläche drüsig behaart sind. In einem Blütenstand befinden sich meist ein bis fünf, selten bis zu acht Blüten. Die zwittrige Blüte ist radiärsymmetrisch und fünfzählig mit doppelter Blütenhülle. Es sind fünf grüne, eiförmige, stumpfe, etwa 1,5 Millimeter lange Kelchblätter vorhanden. Die weißen Kronblätter sind bei einer Länge von 3 bis 4 Millimetern eiförmig und fünfnervig. Die Staubblätter sind etwas länger als die Kelchzipfel. Der Fruchtknoten ist fast ganz unterständig. Die Fruchtkapsel ist kugelig, 2 bis 3 Millimeter lang und hat 2 sehr kurze spreizende Stylodien. Die Samen sind länglich, 0,5 bis 0,6 Millimeter lang, fein stachelwarzig und graubraun.
Die Chromosomengrundzahl beträgt x = 12 oder 13; es liegt Diploidie mit einer Chromosomenzahl von 2n = 24 oder 26 vor.

## Vorkommen
Saxifraga caesia gedeiht in den europäischen Gebirgen Alpen, Pyrenäen, Apennin, Balkangebirge und Karpaten. Außerhalb Europas kommt Saxifraga caesia nicht vor.
Die kalkstete Pflanze bevorzugt als Standort Kalkfelsen und -schutt, Felsrasen und Polsterseggenrasen in Höhenlagen von 1500 bis 2600 Metern. In den Allgäuer Alpen steigt der Blaugrüne Steinbrech im Tiroler Teil am Westgrat des Biberkopfs bis in eine Höhenlage von 2460 Metern auf. Er erreicht am Piz Nair 3000 Meter Meereshöhe. Der Blaugrüne Steinbrech ist eine Charakterart des Caricetum firmae (Verband Seslerion albicantis). Er kommt aber auch in Pflanzengesellschaften der Klasse Asplenietea trichomanis vor oder als Schwemmling im Kies der Gebirgsflüsse. Die Art ist in Deutschland gesetzlich geschützt.
Die ökologischen Zeigerwerte nach Landolt et al. 2010 sind in der Schweiz: Feuchtezahl F = 2 (mäßig trocken), Lichtzahl L = 5 (sehr hell), Reaktionszahl R = 5 (basisch), Temperaturzahl T = 1+ (unter-alpin, supra-subalpin und ober-subalpin), Nährstoffzahl N = 1 (sehr nährstoffarm), Kontinentalitätszahl K = 4 (subkontinental).

## Ökologie
Die Erstbesiedlung des Kalkschutts erfolgt durch den Blaugrünen Steinbrech, die in einer Feinerdeansammlung, etwa oberhalb eines hochstehenden Steins, keimen kann. Die Wurzelbildung festigt den Kleinraum und erhöht die Stauwirkung. Oberhalb des Blaugrünen Steinbrech kann sich dann die Polster-Segge (Carex firma) ansiedeln, wodurch weiter Feinerde gesammelt wird und sich weitere Pflanzenarten ansiedeln können.
Blütenbesucher sind Fliegen, Käfer, Hummeln, Schmetterlinge und Ameisen.

## Taxonomie
Die Erstveröffentlichung von Saxifraga caesia erfolgte 1753 durch Carl von Linné in Species Plantarum, Tomus I, S. 399. Das Artepitheton caesia leitet sich vom lateinischen caesius für blaugrün, blaugrau ab und verweist auf die Farbe der Blätter.

## Belege